# Reacción de Rieche
La reacción de Rieche es un tipo de reacción de formilación. Los sustratos son compuestos aromáticos ricos en electrones, tales como mesitileno o fenoles, con diclorometilmetiléter que actúa como fuente de formilo. El catalizador es tetracloruro de titanio y el tratamiento es ácido. La reacción lleva el nombre de Alfred Rieche, quien la descubrió en 1960.